# Chloroclystis debiliata
Chloroclystis debiliata là một loài bướm đêm trong họ Geometridae.